# Омайра Санчес
Омайра Санчес (ісп. Omayra Sánchez; 28 серпня 1972 — 16 листопада 1985, Армеро) — жителька Колумбії, жертва трагедії Армеро, що відбулася після виверження вулкана Невадо-дель-Руїс 13 листопада 1985 року, коли було зруйнувало місто Армеро (Колумбія) спричинивши смерть близько 25 тис. його мешканців.
13-річна Омайра залишалася в пастці з води, цементу та інших уламків три дні, після чого померла внаслідок зараження вірусами. Попри прибуття рятівників, визволити її не вдалося. Фотографії дівчинки були зроблені Франком Фурньєром незадовго до її смерті. Ця дівчинка стала символом трагедії, а її фотографії викликали бурхливу реакцію у світі через неувагу уряду до попереджень про можливість трагедії та нехтування її жертвами.